# 1808 Bellerophon
1808 Bellerophon eller 2517 P-L är en asteroid i huvudbältet som upptäcktes den 24 september 1960 av den nederländsk-amerikanske astronomen Tom Gehrels och det nederländska astronomparet Ingrid van Houten-Groeneveld och Cornelis Johannes van Houten vid Palomarobservatoriet. Den är uppkallad efter hjälten Bellerofon i den grekiska mytologin.
Asteroiden har en diameter på ungefär 15 kilometer.